# ゲイリー・オールドマン
サー・ゲイリー・レナード・オールドマン（Sir Gary Leonard Oldman, [gɛəri -]、1958年3月21日 - ）は、イギリスの俳優、映画監督、脚本家、映画プロデューサー。ロンドンのニュークロス出身。姉に女優のライラ・モース。
2025年6月14日、チャールズ国王による恒例の叙勲リストでナイトの称号を授与された。

## 生い立ち
アイルランド生まれの母親と、溶接工の父親との間に生まれた。父親はアルコール依存症で、ゲイリーが7歳の時に家族を捨ててしまう。子供のころから歌やピアノの才能を発揮していたが、後に演技の道を進むようになる。
1979年、俳優を志した頃、王立演劇学校への編入を拒否されたが、奨学金を勝ち取ってローズ・ブルフォード・カレッジで学び、演劇の学士号を得た。後に Greenwich Young People's Theatre でも演技を学び、『The Pope's Wedding』で舞台役者として活躍、この作品で Time Out's Fringe Award の最優秀新人俳優賞（1985年 - 1986年）に輝いた。更に1985年、British Theatre Association's Drama Magazine Award でも最優秀俳優賞を受賞している。

## キャリア
映画初出演は1982年の『Remembrance』。1986年の『シド・アンド・ナンシー』では、セックス・ピストルズのベーシスト、シド・ヴィシャスを演じて注目を集めた。
1990年代に入るとハリウッド映画に立て続けに出演していき、オリバー・ストーン監督作品の『JFK』(91) では暗殺者のオズワルドを、フランシス・フォード・コッポラ監督作品の『ドラキュラ』(92) ではドラキュラを、リュック・ベッソン監督作品の『レオン』(94) では主人公の敵である汚職刑事を演じ、国際的な評価を高めていく。
1997年には自分の経験を元に初監督作品『ニル・バイ・マウス』を完成させ、カンヌ国際映画祭パルムドールにノミネートされ、英国アカデミー賞では英国作品賞を受賞した。
2001年、『ハンニバル』でハンニバル・レクターの宿敵メイスン・ヴァージャーを演じた。同年、人気テレビシリーズ『フレンズ』にゲスト出演し、エミー賞にノミネートされた。
2004年、『ハリー・ポッター』シリーズの第3弾である『ハリー・ポッターとアズカバンの囚人』からシリウス・ブラック役として最終章まで参加。2005年には『ダークナイト トリロジー』の第1作目である『バットマン ビギンズ』からジェームズ・ゴードン役として全3作全てに参加した。

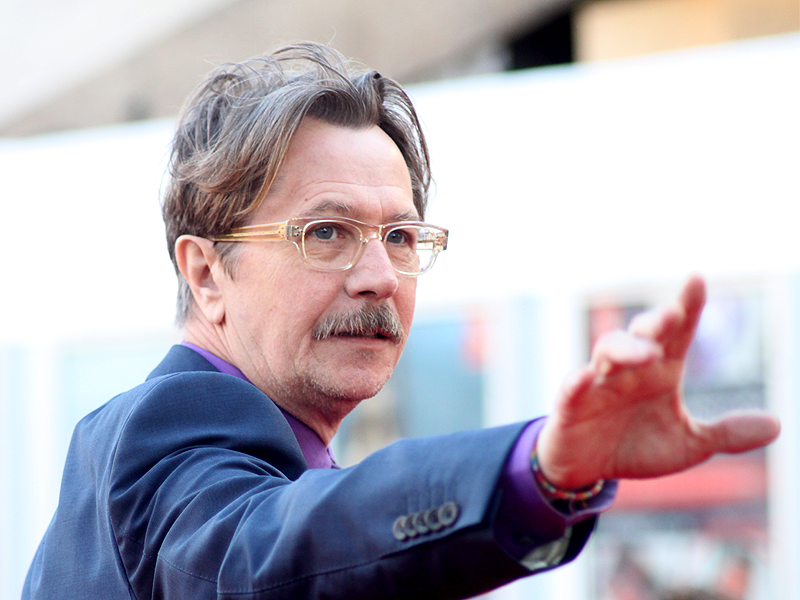
2011年、『裏切りのサーカス』ロンドンプレミアでのオールドマン

2011年には『裏切りのサーカス』でアカデミー主演男優賞に初ノミネートされ、2018年の第90回アカデミー賞において、『ウィンストン・チャーチル/ヒトラーから世界を救った男』で2度目のノミネートにしてアカデミー主演男優賞を受賞。2020年には『Mank/マンク』で3度目のノミネートを受けた。

## 影響力
同業者の間で人気の高い俳優としても知られる。ゲイリー・オールドマンの影響を受けたと公言する俳優にブラッド・ピット、ダニエル・ラドクリフ、シャイア・ラブーフ、クリスチャン・ベール、ジョセフ・ゴードン＝レヴィット、 ジョニー・デップ、クリス・パイン、ジェイソン・アイザックス、ライアン・ゴズリングなどがいる。特にブラッド・ピットはオールドマンを「"GOD"（神）」と称えている。また著名な映画評論家のロジャー・イーバートは、ゲイリー・オールドマンが出ているとその作品のファンになってしまうと語っている。

## 私生活
1991年に飲酒運転で逮捕されており、1993年にはアルコール依存症のリハビリセンターに入所したことがある。
最初の妻レスリー・マンヴィルとの間に長男が誕生した3か月後の1989年、オールドマンは妻子と別居し、1990年に離婚した。映画『ステート・オブ・グレース』の撮影で出会ったユマ・サーマンと1990年に結婚したが、2年後に離婚した。また、映画で共演したイザベラ・ロッセリーニと同棲していたこともある。1997年に結婚した3度目の妻との間に2子をもうけた。
2008年12月29日、19歳年下のジャズシンガー、アレクサンドラ・エデンボローと極秘で結婚式を挙げ、ロサンゼルスに暮らしていたが、2015年にアレクサンドラが離婚申請を申し立て、同年10月に離婚成立。
2017年9月、作家でアート・キュレーターのジゼル・シュミットと結婚した。
オールドマンは長男を通じて孫が2人いる。

## 出演作品

### 映画
| 年   | 題名                                                                           | 役名                                                       | 備考 | 吹替                                                                                        |
| ---- | ------------------------------------------------------------------------------ | ---------------------------------------------------------- | --- | ------------------------------------------------------------------------------------------- |
| 1986 | シド・アンド・ナンシー Sid and Nancy                                           | シド・ヴィシャス                                           | |                                                                                             |
| 1987 | プリック・アップ Prick Up Your Ears                                            | ジョー・オートン                                           | |                                                                                             |
| 1988 | トラック29 Track 29                                                            | マーティン                                                 | |                                                                                             |
| 1989 | クリミナル・ロウ Criminal Law                                                  | ベン・チェイス                                             | |                                                                                             |
| 1989 | 理由なき発砲 Chattahoochee                                                     | エメット                                                   | 日本劇場未公開 |                                                                                             |
| 1990 | ローゼンクランツとギルデンスターンは死んだ Rosencrantz & Guildenstern Are Dead | ローゼンクランツ                                           | | 大平シロー                                                                                  |
| 1990 | ステート・オブ・グレース State of Grace                                        | ジャッキー                                                 | | 樋浦勉（ソフト版） 大塚芳忠（テレビ東京版）                                                 |
| 1991 | JFK                                                                            | リー・ハーヴェイ・オズワルド                               | | 牛山茂（ソフト版） 田中亮一（テレビ朝日版）                                                 |
| 1992 | ドラキュラ Bram Stoker's Dracula                                               | ドラキュラ伯爵                                             | | 津嘉山正種（旧ソフト版） 大塚芳忠（新ソフト版） 磯部勉（テレビ朝日版）                      |
| 1993 | トゥルー・ロマンス True Romance                                                | ドレクセル・スパイビー                                     | | 中田和宏（ソフト版） 大塚明夫（日本テレビ、テレビ東京版）                                   |
| 1993 | 蜘蛛女 Romeo Is Bleeding                                                       | ジャック・グリマルディ                                     | | 安原義人（ソフト版） 山寺宏一（テレビ朝日版）                                               |
| 1994 | レオン Léon                                                                    | ノーマン・スタンスフィールド                               | | 田中正彦（オリジナル版） 佐古正人（旧完全版） 山寺宏一（新完全版） 安原義人（テレビ朝日版） |
| 1994 | 不滅の恋/ベートーヴェン Immortal Beloved                                       | ベートーヴェン                                             | | 磯部勉                                                                                      |
| 1995 | 告発 Murder in the First                                                       | ミルトン・グレン                                           | | 山寺宏一                                                                                    |
| 1995 | スカーレット・レター The Scarlet Letter                                        | アーサー                                                   | | 安原義人                                                                                    |
| 1996 | バスキア Basquiat                                                              | アルバート・マイロ                                         | | 金尾哲夫                                                                                    |
| 1997 | ニル・バイ・マウス Nil by Mouth                                                | N/A                                                        | 監督・脚本・製作 | N/A                                                                                         |
| 1997 | フィフス・エレメント The Fifth Element                                         | ジャン＝バティスト・エマニュエル・ゾーグ                   | | 山寺宏一（新旧ソフト版） 佐古正人（日本テレビ版） 磯部勉（テレビ朝日版）                    |
| 1997 | エアフォース・ワン Air Force One                                               | イワン・コルシュノフ                                       | | 佐古正人（ソフト版） 山路和弘（日本テレビ版）                                               |
| 1998 | ロスト・イン・スペース Lost In Space                                           | ドクター・ザカリー・スミス                                 | | 佐古正人（ソフト版、日本テレビ版）                                                          |
| 1999 | プランケット&マクレーン Plunkett & Macleane                                    | N/A                                                        | 製作総指揮 | N/A                                                                                         |
| 2000 | ザ・コンテンダー The Contender                                                 | シェリー・ラニヨン                                         | 兼製作総指揮 | 千田光男                                                                                    |
| 2001 | ハンニバル Hannibal                                                            | メイスン・ヴァージャー                                     | | 中尾隆聖（ソフト版） 樋浦勉（テレビ朝日版） 安原義人（配信版）                              |
| 2002 | アメージング・ハイウェイ60 Interstate 60                                       | O・W・グラント                                             | 日本劇場未公開 | 山野井仁                                                                                    |
| 2003 | タイニー・ラブ Tiptoes                                                         | ロルフ                                                     | 日本劇場未公開 | （日本語吹替版なし）                                                                        |
| 2003 | SIN 凶気の果て Sin                                                             | チャーリー                                                 | 日本劇場未公開 | 山路和弘                                                                                    |
| 2004 | ハリー・ポッターとアズカバンの囚人 Harry Potter and the Prisoner of Azkaban    | シリウス・ブラック                                         | | 辻親八                                                                                      |
| 2005 | バットマン ビギンズ Batman Begins                                              | ジェームズ・“ジム”・ゴードン警部補                         | | 納谷六朗（劇場公開版） 山路和弘（日本テレビ版） 大塚芳忠（フジテレビ版）                    |
| 2005 | デッド・フィッシュ Dead Fish                                                   | リンチ                                                     | 日本劇場未公開 | （日本語吹替版なし）                                                                        |
| 2005 | ハリー・ポッターと炎のゴブレット Harry Potter and the Goblet of Fire           | シリウス・ブラック                                         | | 辻親八                                                                                      |
| 2006 | スパイラル・バイオレンス The Backwoods                                         | ポール                                                     | 日本劇場未公開 | 田中正彦                                                                                    |
| 2007 | ハリー・ポッターと不死鳥の騎士団 Harry Potter and the Order of the Phoenix     | シリウス・ブラック                                         | | 辻親八                                                                                      |
| 2008 | ダークナイト The Dark Knight                                                   | ジェームズ・“ジム”・ゴードン警部補                         | | 納谷六朗（ソフト版） 立木文彦（テレビ朝日版）                                               |
| 2009 | アンボーン The Unborn                                                          | ラビ・センダック                                           | 日本劇場未公開 | 山路和弘                                                                                    |
| 2009 | レイン・フォール/雨の牙                                                        | ウィリアム・ホルツァー                                     | 日本映画 | 安原義人                                                                                    |
| 2009 | Disney's クリスマス・キャロル A Christmas Carol                                | ボブ・クラチット / ジェイコブ・マーレイ / タイニー・ティム | | 安原義人                                                                                    |
| 2010 | カウントダウンZERO Countdown to Zero                                           |                                                            | ドキュメンタリー |                                                                                             |
| 2010 | ザ・ウォーカー The Book of Eli                                                 | ビリー・カーネギー                                         | | 安原義人                                                                                    |
| 2011 | 赤ずきん Red Riding Hood                                                       | ソロモン神父                                               | | 辻親八                                                                                      |
| 2011 | カンフー・パンダ2 Kung Fu Panda 2                                              | シェン大老                                                 | 声の出演 | 藤原啓治                                                                                    |
| 2011 | ハリー・ポッターと死の秘宝 PART2 Harry Potter and the Deathly Hallows - Part 2 | シリウス・ブラック                                         | | 辻親八                                                                                      |
| 2011 | 裏切りのサーカス Tinker Tailor Soldier Spy                                     | ジョージ・スマイリー                                       | アカデミー主演男優賞ノミネート 英国アカデミー賞 主演男優賞ノミネート                                                          | 辻親八                                                                                      |
| 2012 | 欲望のバージニア Lawless                                                       | フロイド・バナー                                           | | 辻親八                                                                                      |
| 2012 | ダークナイト ライジング The Dark Knight Rises                                  | ジェームズ・“ジム”・ゴードン本部長                         | | 納谷六朗                                                                                    |
| 2012 | ガンズ・アンド・ギャンブラー Guns,Girls and Gambling                           | エルヴィス                                                 | | 加藤清司                                                                                    |
| 2013 | パワー・ゲーム Paranoia                                                        | ニコラス・ワイアット                                       | | 山路和弘                                                                                    |
| 2014 | ロボコップ RoboCop                                                             | デネット・ノートン博士                                     | | 安原義人                                                                                    |
| 2014 | 猿の惑星: 新世紀 Dawn of the Planet of the Apes                                | ドレイファス                                               | | 安原義人                                                                                    |
| 2015 | チャイルド44 森に消えた子供たち Child 44                                       | ミハイル・ネステロフ                                       | | 辻親八                                                                                      |
| 2015 | マン・ダウン 戦士の約束 Man Down                                               | ペイトン                                                   | | 安原義人                                                                                    |
| 2016 | クリミナル 2人の記憶を持つ男 Criminal                                          | クウェイカー・ウェルズ                                     | | 辻親八                                                                                      |
| 2017 | キミとボクの距離 The Space Between Us                                          | ナサニエル                                                 | 日本劇場未公開 | 安原義人                                                                                    |
| 2017 | ヒットマンズ・ボディガード The Hitman's Bodyguard                              | ヴラディスラフ・デュコビッチ                               | 日本劇場未公開 | 安原義人（Netflix版） 金尾哲夫（ソフト版）                                                  |
| 2017 | ウィンストン・チャーチル/ヒトラーから世界を救った男 Darkest Hour               | ウィンストン・チャーチル                                   | 2017年秋全米公開 アカデミー賞主演男優賞受賞 ゴールデングローブ賞 主演男優賞 (ドラマ部門)受賞 全米映画俳優組合賞主演男優賞受賞 | 安原義人                                                                                    |
| 2018 | TAU/タウ Tau                                                                   | TAU                                                        | Netflixオリジナル映画 声の出演                                                                                                | 安原義人                                                                                    |
| 2018 | ハンターキラー 潜航せよ Hunter Killer                                          | チャールズ・ドネガン                                       | | 安原義人                                                                                    |
| 2019 | キラーズ・セッション Killers Anonymous                                         | 謎の男                                                     | | 菊池康弘                                                                                    |
| 2019 | 死霊船 メアリー号の呪い Mary                                                   | デヴィッド                                                 | | 菊池康弘                                                                                    |
| 2019 | ザ・ランドロマット -パナマ文書流出- The Laundromat                             | ユルゲン・モサック                                         | | 山路和弘                                                                                    |
| 2019 | ザ・クーリエ The Courier                                                       | エゼキエル・マニングス                                     | | 金尾哲夫                                                                                    |
| 2020 | Mank/マンク Mank                                                               | ハーマン・J・マンキーウィッツ                              | アカデミー主演男優賞ノミネート ゴールデングローブ賞 主演男優賞 (ドラマ部門)ノミネート                                         | 山路和弘                                                                                    |
| 2021 | クライシス Crisis                                                              | タイロン・ブラウアー博士                                   | 日本劇場未公開 | 山路和弘                                                                                    |
| 2021 | ウーマン・イン・ザ・ウィンドウ The Woman in the Window                         | アリスター・ラッセル                                       | | 立川三貴                                                                                    |
| 2021 | ヒットマンズ・ワイフズ・ボディガード Hitman's Wife's Bodyguard                 | ヴラディスラフ・デュコビッチ                               | | （台詞なし）                                                                                |
| 2023 | オッペンハイマー Oppenheimer                                                   | ハリー・S・トルーマン                                      | カメオ出演 | 安原義人                                                                                    |
| 2024 | Parthenope                                                                     | ジョン・チーヴァー                                         | |                                                                                             |

### テレビ
| 年    | 題名 | 役名                   | 備考            | 日本語吹替 |
| ----- | --- | ---------------------- | --------------- | ---------- |
| 2001  | フレンズ Friends                                                                                         | リチャード・クロスビー | 計2話出演       | 安原義人   |
| 2022  | ハリー・ポッター20周年記念: リターン・トゥ・ホグワーツ Harry Potter 20th Anniversary: Return to Hogwarts | 本人                   | HBO Max特別番組 | 辻親八     |
| 2022- | 窓際のスパイ Slow Horses                                                                                 | ジャクソン・ラム       | メイン          | 安原義人   |

### コンピュータゲーム
| 年   | 題名                                                                                    | 役名                                     | 備考     | 日本語吹替                                    |
| ---- | --------------------------------------------------------------------------------------- | ---------------------------------------- | -------- | --------------------------------------------- |
| 1998 | The Fifth Element                                                                       | ジャン・パプチスト・エマニュエル・ゾーグ | 声の出演 |                                               |
| 2003 | メダル・オブ・オナー アライドアサルト リロード Medal of Honor: Allied Assault Spearhead | ジャック・バーンズ                       | 声の出演 |                                               |
| 2003 | トゥルー・クライム：STREETS OF LA True Crime: Streets of LA                             | マスターソン/ロッキー                    | 声の出演 | 納谷六朗（マスターソン） 石塚運昇（ロッキー） |
| 2006 | スパイロの伝説：新しい始まり The Legend of Spyro: A New Beginning                       | イグナイタス                             | 声の出演 |                                               |
| 2007 | スパイロの伝説:永遠の夜 The Legend of Spyro: The Eternal Night                          | イグナイタス                             | 声の出演 |                                               |
| 2008 | スパイロの伝説:ドーンオブザドラゴン The Legend of Spyro: Dawn of the Dragon             | イグナイタス                             | 声の出演 |                                               |
| 2008 | コール オブ デューティ ワールド・アット・ウォー Call of Duty: World at War              | ヴィクトル・レズノフ                     | 声の出演 |                                               |
| 2010 | コール オブ デューティ ブラックオプス Call of Duty: Black Ops                           | ヴィクトル・レズノフ                     | 声の出演 | 大塚芳忠                                      |
| 2015 | Lego Dimensions                                                                         | Lord Vortech                             | 声の出演 |                                               |

### ミュージックビデオ
- デヴィッド・ボウイ「ザ・ネクスト・デイ（英語版）」（2013年）[36]

## 日本語吹き替え
主に担当しているのは、以下の人物である。
安原義人
『蜘蛛女』（ソフト版）で初担当。以降、現在に至るまでに最も多く吹き替えており、オールドマンの吹き替え担当として知られている。
テレビ朝日版『レオン』は2022年発売のUHDおよびBlu-rayで初めてソフトに収録され、放映当時カットされた場面の追加録音も行った。
安原はオールドマンを名優と評しており、「彼の声をあてていると、自分まで上手くなった気がして、すごく気持ちいい」と入れ込んでいることを明かしている。
佐古正人
『レオン』（完全版旧録）で初担当。初期作品を安原と分け合う形で死去するまで多く担当しており、オールドマンの吹き替え担当の一人として認知されていた。生前はオールドマンを敬愛しており、声を担当する事を誇りにしていたという。
山路和弘
『エアフォース・ワン』（日本テレビ版）で初担当。現在は安原の次に多く吹き替えている。
『パワー・ゲーム』においてオールドマンの声を担当した際は、『エアフォース・ワン』以来17年ぶりに村井國夫演ずるハリソン・フォードとの共演を果たしたことが話題となった。
辻親八
『ハリー・ポッターシリーズ』のシリウス・ブラック役をはじめ、ギャガ配給作品などで担当。
このほかにも、納谷六朗（『ダークナイト・トリロジー』ソフト版ほか）、大塚芳忠、山寺宏一、磯部勉、金尾哲夫、田中正彦、樋浦勉、大塚明夫なども複数回、声を当てている。